# Śląska Wyższa Szkoła Zarządzania im. gen. Jerzego Ziętka w Katowicach
Śląska Wyższa Szkoła Zarządzania im. gen. Jerzego Ziętka (skrót: ŚWSZ) (ang. The General Jerzy Ziętek Silesian School of Management in Katowice) – niepubliczna szkoła wyższa (zawodowa), istniejąca w latach 1993–2016 w Katowicach. W 2016 połączona (de facto włączona) z Górnośląską Wyższą Szkołą Handlową im. Wojciecha Korfantego w Katowicach (skrót: GWSH).

## Historia
Śląska Wyższa Szkoła Zarządzania im. gen. Jerzego Ziętka w Katowicach była pierwszą niepubliczną szkołą wyższą w województwie śląskim i osiemnastą w Polsce. Założona została 12 maja 1993 przez Zakład Doskonalenia Zawodowego w Katowicach, na podstawie decyzji Ministra Edukacji Narodowej z 30 kwietnia 1993 (nr DNS 0145/TBM/26/93). Od 17 sierpnia 2000 uzyskała uprawnienia do prowadzenia studiów magisterskich na kierunku zarządzanie i marketing, a od 4 kwietnia 2003 uprawnienia do prowadzenia studiów inżynierskich na kierunku informatyka. Z dniem 29 sierpnia 2001 patronem uczelni został generał Jerzy Ziętek.

### Statut i Rada Społeczna
Szkoła działała w oparciu o Statut, przyjęty przez Ministra Edukacji Narodowej decyzją z dnia 28 maja 1993 (nr DNS 3-0145/TBM/26/93), którego ostatnia wersja została przyjęta przez Ministra Nauki i Szkolnictwa Wyższego decyzją z dnia 13 listopada 2007 (nr DSW-3-07-411-243/07). Zgodnie ze Statutem organami kolegialnymi Uczelni były Senat i Rady Wydziałów, natomiast najwyższą władzę w uczelni sprawował Rektor. Organem doradczym ŚWSZ była Rada Społeczna, skupiająca przedstawicieli władz regionu, instytucji i przedsiębiorstw z województwa śląskiego. Jej zadaniem było Opiniowanie kierunków rozwoju uczelni i specjalności kształcenia, udzielanie uwag dotyczących programów nauczania i projektów badawczych, pomoc w organizowaniu praktyk studenckich. Przewodniczącym Rady Społecznej był Prezes Zarządu Zakładu Doskonalenia Zawodowego w Katowicach (założyciela uczelni) – ostatnim mgr Jacek Kwiatkowski.

### Połączenie z Górnośląską Wyższą Szkołą Handlową im. Wojciecha Korfantego w Katowicach
Decyzją Senatów ŚWSZ i Górnośląskiej Wyższej Szkoły Handlowej im. Wojciecha Korfantego w Katowicach o połączeniu obydwu uczelni (po uzyskaniu akceptacji Ministra Nauki i Szkolnictwa Wyższego) ŚWSZ zakończyła działalność 30 września 2016, zaś 1 października 2016 jej studenci rozpoczęli nowy rok akademicki pod marką GWSH.

## Rektorzy[1]
1. dr Tadeusz Pałys (1993–1995)[4]
2. prof. dr hab. Joachim Meisner (1995–2004)[4][6]
3. prof. zw. dr hab. inż. Roman Ney (2004–2010)[6][7]
4. prof. zw. dr hab. Andrzej S. Barczak (2010–2012)[7][1]
5. dr Jadwiga Gierczycka (2012–2016)[1]

Przez cały okres działalności uczelni, Rektorat mieścił się w Katowicach przy ul. Zygmunta Krasińskiego 2, w gmachu Zakładu Doskonalenia Zawodowego w Katowicach.

## Struktura organizacyjna
Struktura ŚWSZ zmieniała się wraz z początkowo dynamicznym rozwojem i późniejszym (od 2013) upadkiem uczelni, na które wiodący wpływ miała demografia (liczba maturzystów).
W ostatnim roku działalności (2015/2016) uczelnia miała w strukturze 2 wydziały z 3 katedrami i 3 zakładami:
- Wydział Nauk Społecznych i Technicznych w Katowicach (dziekan: dr inż. Bogusław Jędrzejas)
  - Katedra Zarządzania (kierownik: prof. zw. dr hab. Grażyna Gruszczyńska-Malec)
    - Zakład Zarządzania Przedsiębiorstwem (kierownik: prof. zw. dr hab. Grażyna Gruszczyńska-Malec)
    - Zakład Transportu i Logistyki (kierownik: dr hab. Stanisław Marszałek, prof. nzw.)
    - Zakład Marketingu (kierownik: prof. zw. dr hab. Jerzy Mika)

  - Katedra Pedagogiki (kierownik: prof. zw. dr hab. Stanisław Juszczyk)
  - Katedra Ekonomii i Prawa (kierownik: prof. zw. dr hab. Joachim Meisner)
- Zamiejscowy Wydział Nauk o Zdrowiu w Tychach (dziekan: doc. dr Jerzy Siemianowicz)

Ponadto w strukturze organizacyjnej znajdowały się wówczas:
- Centrum Rozwoju Kadr (dyrektor: dr Ewa Czarnecka-Wójcik),
- Centrum Nauczania Języków Obcych (kierownik: mgr Donata Marks),
- Centrum Kształcenia na Odległość (kierownik: mgr Bartosz Pleban),
- Śląski Uniwersytet Dziecięcy Gaudeamus (opiekun: dr Katarzyna Wytyczak),
- Śląski Młodzieżowy Uniwersytet Latający (opiekun: dr Katarzyna Wytyczak),
- Śląski Uniwersytet Trzeciego Wieku (koordynator: mgr  Izabela Pietrzak-Witulska).

### Wydziały w okresie rozwoju uczelni

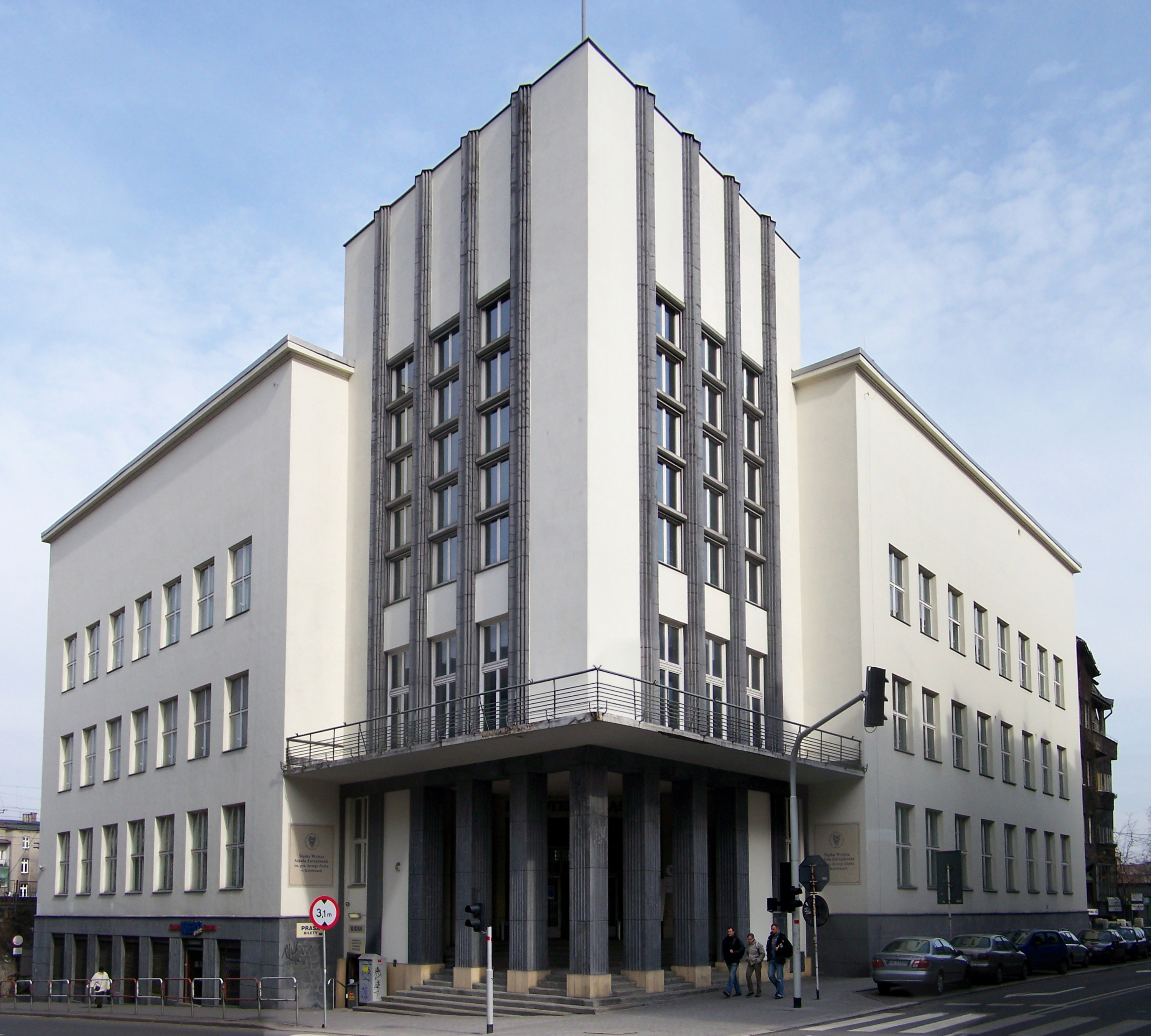
Siedziba Wydziału Nauk Społecznych i Technicznych ŚWSZ
(Dom Oświatowy w Katowicach,
ul. Francuska 12)

### Wydziały w okresie rozwoju uczelni[8]

#### Wydział Nauk Społecznych i Technicznych
Powstał z połączenia Wydziału Ekonomiczno-Społecznego i Wydziału Techniki i Informatyki. Jego siedzibą był Dom Oświatowy w Katowicach (40-015 Katowice, ul. Francuska 12). W końcowym okresie istnienia uczelni Dziekanat Wydziału mieścił się w gmachu Rektoratu. Kształcono na nim studentów: europeistyki, informatyki, logistyki, ochrony dóbr kultury, ochrony środowiska, pedagogiki oraz zarządzania.
a/ Wydział Ekonomiczno-Społeczny
Utworzony 1 lipca 2001 jako Wydział Ekonomiczny, od 1 października 2003 przekształcony w Wydział Ekonomiczno-Społeczny. Jego siedzibą był Dom Oświatowy w Katowicach. Kształcono na nim studentów: ekonomii, europeistyki, ochrony dóbr kultury, pedagogiki i zarządzania.
b/ Wydział Techniki i Informatyki
Utworzony 1 października 2003 jako Wydział Informatyki. Jego siedzibą był Dom Oświatowy w Katowicach. Kształcono na nim studentów informatyki oraz ochrony środowiska.

#### Zamiejscowy Wydział Nauk o Zdrowiu w Tychach
Istniał w latach 2007–2016, początkowo jako Wydział Zamiejscowy w Tychach. Jego siedzibą był budynek Zespołu Szkół im. Orląt Lwowskich w Tychach Zakładu Doskonalenia Zawodowego w Katowicach (43-100 Tychy, ul. Budowlanych 156). Kształcono na nim studentów pielęgniarstwa (studia I stopnia). Na Wydziale obok sal wykładowych, biblioteki i czytelni stworzono pracownię anatomii i fizjologii oraz pracownię umiejętności pielęgniarskich.

#### Wydział Zamiejscowy w Żarkach
Siedzibą Wydziału był budynek Zespołu Szkół w Żarkach Zakładu Doskonalenia Zawodowego w Katowicach (42-310 Żarki, ul. Sosnowa 2). Kształcono na nim studentów ekonomii (studia I stopnia).

#### Wydział Zamiejscowy w Olkuszu
Siedzibą Wydziału był budynek Zespołu Szkół w Olkuszu Zakładu Doskonalenia Zawodowego w Katowicach (32-300 Olkusz, ul. Francesco Nullo 20). Kształcono na nim studentów pedagogiki (studia I stopnia).

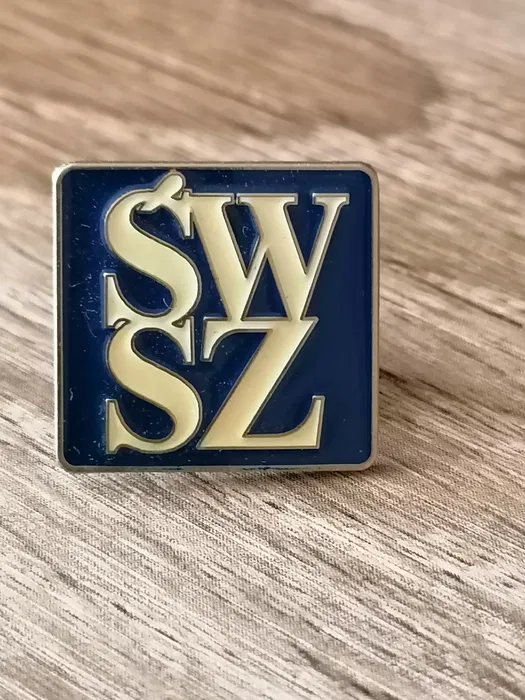
Odznaka za długoletnią pracę w Śląskiej Wyższej Szkole Zarządzania im. gen. J. Ziętka w Katowicach

## Kierunki kształcenia
W całym okresie istnienia ŚWSZ kształciła studentów na 9 kierunkach, na studiach I stopniach:
- Ekonomia – w Katowicach i na Wydziale Zamiejscowym w Żarkach
- Europeistyka – w Katowicach
- Informatyka – w Katowicach
- Logistyka – w Katowicach
- Ochrona dóbr kultury
- Ochrona środowiska
- Pedagogika – w Katowicach i na Wydziale Zamiejscowym w Olkuszu
- Pielęgniarstwo – na Wydziale Zamiejscowym w Tychach
- Zarządzanie – w Katowicach.

Ponadto uczelnia prowadziła studia podyplomowe.

## Biblioteka

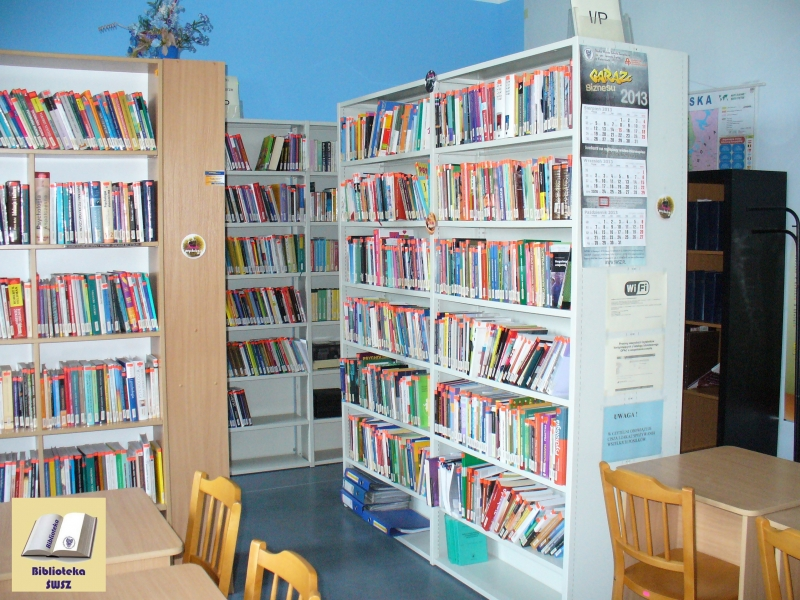
Czytelnia ogólna w Bibliotece ŚWSZ w Katowicach
(ul. Krasińskiego 2)

## Biblioteka[10]

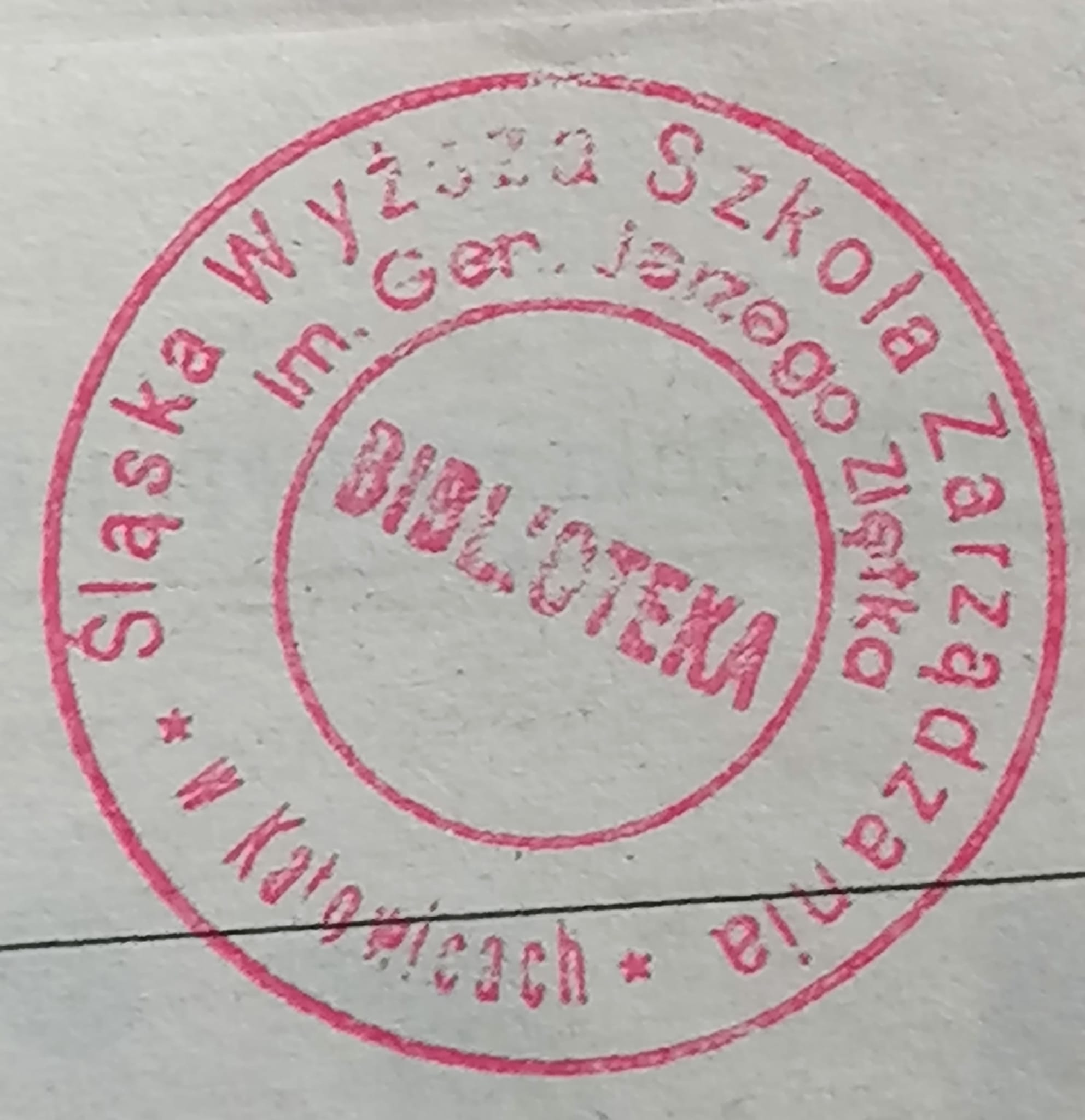
Pieczątka Biblioteki Śląskiej Wyższej Szkoły Zarządzania im. Gen. Jerzego Żiętka w Katowicach

Biblioteka Śląskiej Wyższej Szkoły Zarządzania została założona w 1993 roku. Zajmowała pomieszczenia na dwóch piętrach Rektoratu (ul. Krasińskiego 2). Była w pełni skomputeryzowana (system komputerowy PROLIB, dostępny w Internecie katalog OPAC) i posiadała bogaty zasób książek, czasopism i zbiorów specjalnych. W ramach biblioteki działała wypożyczalnia z informatorium oraz czytelnie: ogólna, naukowa, pedagogiczna, europejska, czasopism i multimedialna. We wszystkich czytelniach istniała możliwość korzystania z bezpłatnego bezprzewodowego dostępu do sieci Internet Wi-Fi. W ramach Biblioteki działała również ogólnodostępna czytelnia dla szerokiego grona użytkowników. Biblioteka uczestniczyła od 2010 w programie Ministerstwa Nauki i Szkolnictwa Wyższego „Wirtualna Biblioteka Nauki”. Czytelnicy Biblioteki mieli dostęp do pełnotekstowych obcojęzycznych baz danych: Science Direct, Springer, ISI Web of Knowledge, SCOPUS, EBSCO stanowiących istotne wsparcie dla studentów w realizowanym przez Uczelnię procesie kształcenia. Biblioteka oferowała także w czytelniach dostęp do zbiorów elektronicznych publikacji, baz danych na płytach CD i DVD, filmów video i mediów do nauki języków obcych. Oddziały biblioteki funkcjonowały na wydziałach zamiejscowych.